# Subsecretaria d'Afers Exteriors, Unió Europea i Cooperació
La Subsecretaria d'Afers exteriors, Unió Europea i Cooperació d'Espanya és una Subsecretaria de l'actual Ministeri d'Afers Exteriors, Unió Europea i Cooperació d'Espanya.

## Funcions
Correspon a la Subsecretaria d'Afers Exteriors i de Cooperació, sota la direcció del titular del Departament, l'acompliment de les funcions enumerades en l'article 63 de la Llei 40/2015, d'1 d'octubre, així com la direcció, impuls i supervisió dels òrgans directament dependents d'ella.
En particular, correspon a la Subsecretaria, sense perjudici de les competències funcionals assignades a les Secretaries d'Estat, les següents competències:
- El suport i assessorament tècnic al ministre en l'elaboració i aprovació dels plans d'actuació del departament.
- La direcció i coordinació dels serveis comuns del Ministeri; la planificació i gestió patrimonial, economicofinancera, pressupostària i de recursos humans i materials del Departament; el desenvolupament i la gestió dels sistemes d'informació i comunicació, i l'impuls i desenvolupament de l'administració electrònica, així com gestionar l'inventari de fitxers sotmesos a la Llei Orgànica 15/1999, de 13 de desembre, de Protecció de Dades de caràcter Personal.
- L'establiment dels plans d'inspecció del personal i dels serveis, i la millora dels sistemes de planificació, adreça i organització per a la racionalització i simplificació dels procediments i mètodes de treball.

El desenvolupament de les funcions pròpies de la Unitat d'Igualtat del Departament, previstes en l'article 77 de la Llei Orgànica 3/2007, de 22 de març per la igualtat efectiva de dones i homes.
- La tramitació dels projectes de disposicions de caràcter general que promogui el ministeri i de les sol·licituds d'informes d'altres departaments. La tramitació dels expedients de responsabilitat patrimonial, la formulació de propostes de resolució de recursos administratius, i les relacions amb els òrgans jurisdiccionals.
- L'impuls i coordinació de les relacions institucionals amb els altres Departaments, Administracions públiques i organismes i entitats que tinguin relació amb el Ministeri.
- La preparació, tramitació, seguiment i dipòsit dels tractats internacionals dels quals Espanya en sigui part.
- La selecció i formació de funcionaris del Cos de la Carrera Diplomàtica i del Cos de Traductors i Intèrprets.
- L'assistència al titular del Ministeri d'Afers exteriors i de Cooperació en la formulació i execució de la política exterior d'Espanya en els àmbits d'estrangeria, protecció dels espanyols en l'exterior, gestió de situacions d'emergència i crisi que afectin a espanyols a l'estranger i supervisió de les actuacions de les oficines consulars espanyoles en la gestió dels serveis de l'Administració General de l'Estat que es prestin en l'exterior.
- La planificació, execució i gestió dels temes socials de contingut internacional derivats de les migracions, així com de les col·lectivitats afectades per les migracions internacionals, incloent tant a les comunitats d'espanyols a l'estranger com als nous fluxos migratoris d'espanyols a l'estranger.
- La coordinació de les activitats relacionades amb l'exercici del dret de petició.
- La presidència de l'Obra Pia i de la Junta del Patronat d'aquest organisme.
- Les relacions amb la Santa Seu i l'Orde Sobirà i Militar de Malta.
- L'exercici de la funció d'Unitat d'Informació de Transparència del Ministeri d'Afers Exteriors i de Cooperació.

## Estructura
Depèn de la Subsecretaria:
- Secretaria General Tècnica-Secretariat del Govern.
- Gabinet Tècnic de la Subsecretaria.
- Oficina Pressupostària i de Gestió Econòmica.
- Direcció general del Servei Exterior.
- Direcció general d'Espanyols a l'Exterior i d'Assumptes Consulars i Migratoris
- Direcció general de Comunicació i Informació Diplomàtica.
- Introductor d'Ambaixadors, amb consideració i tractament de Director General i amb rang d'Ambaixador.

## Llista de subsecretaris
| Nom                                              | Cos de funcionaris  | Any de naixement | Data de nomenament     |
| ------------------------------------------------ | ------------------- | ---------------- | ---------------------- |
| Miguel Solano Aza                                | Carrera diplomàtica | 1922             | 16 de juliol de 1977   |
| José Joaquín Puig de la Bellacasa y Urdampilleta | Carrera diplomàtica | 1931             | 23 de juny de 1978     |
| Joaquín Ortega Salinas                           | Carrera diplomàtica | 1932             | 10 d'octubre de 1980   |
| Leoncio Gonzalo Puente Ojea                      | Carrera diplomàtica | 1924             | 7 de desembre de 1982  |
| Fernando Perpiñá-Robert Peyra                    | Carrera diplomàtica | 1937             | 17 de juliol de 1985   |
| Inocencio Arias Llamas                           | Carrera diplomàtica | 1940             | 22 de febrer de 1988   |
| Máximo Cajal López                               | Carrera diplomàtica | 1935             | 5 d'abril de 1991      |
| Jesús Ezquerra Calvo                             | Carrera diplomàtica | 1936             | 3 de juny de 1994      |
| José de Carvajal Salido                          | Carrera diplomàtica | 1945             | 17 de maig de 1996     |
| Carlos Carderera Soler                           | Carrera diplomàtica | 1941             | 16 de juny de 2000     |
| José Pedro Sebastián de Erice y Gómez-Acebo      | Carrera diplomàtica | 1949             | 19 de juliol de 2002   |
| María Victoria Morera Villuendas                 | Carrera diplomàtica | 1956             | 30 de maig de 2003     |
| Luis Calvo Merino                                | Carrera diplomàtica | 1948             | 19 d'abril de 2004     |
| María Jesús Figa López-Palop                     | Carrera diplomàtica | 1951             | 20 d'octubre de 2007   |
| Antonio López Martínez                           | Carrera diplomàtica | 1945             | 10 de setembre de 2010 |
| Rafael Mendívil Peydro                           | Carrera diplomàtica | 1948             | 5 de gener de 2012     |
| Cristóbal González-Aller Jurado                  | Carrera diplomàtica | 1955             | 14 de juny de 2014     |
| Beatriz Larrotcha Palma                          | Carrera diplomàtica | 1959             | 21 de juliol de 2017   |
| Ángeles Moreno Bau                               | Carrera diplomàtica | 1968             | 13 de juliol de 2018   |